# Molly Sandén
Molly My Marianne Sandén (født 3. juli 1992) er en svensk sangerinde. 
Hun vandt den svenske udtagelseskonkurrence til Junior Eurovision Song Contest i 2006 med sangen Det finaste någon kan få. I finalen i Bukarest i Rumænien endte hun på en tredjeplads, Sveriges hidtil højeste placering. Molly har desuden deltaget i det svenske melodi grand prix (Melodifestivalen) 3 gange, men har endnu ikke formået at vinde.
Hun gik på musiklinjen på Adolf Fredriks skola i Stockholm og bor i Huddinge, udenfor Stockholm.
Hendes to søstre Frida og Mimmi er også sangerinder.
Hun har tidligere dannet par med Eric Saade i 4 år og senere Danny Saucedo.

## Diskografi

### Album
- 2009 – Samma himmel
- 2012 – Unchained

### Singler
- 2006 – "Det finaste någon kan få" (Junior Eurovision Song Contest 2006)
- 2007 – "Allt Som Jag Kan Ge" (Stage Junior 2007)
- 2007 – "Du är musiken i mig (You are the music in me)", featuring Ola (High School Musical 2)
- 2008 – "Just Här, Just Nu (Right Here, Right Now)", featuring Brandur (High School Musical 3)
- 2008 – "Keep on (Movin')"
- 2009 – "Så vill stjärnorna"
- 2009 – "Fånga en sommar"
- 2011 – "Spread a Little Light"
- 2012 – "Why Am I Crying"
- 2012 – "Unchained"/"Mirage"
- 2014 - "Kærlighed & Krig" med Burhan G.
- 2014 - "Freak"
- 2015 - "Phoenix"